# Gabriele Marwede
Gabriele Marwede (* 1925 in Hannover) ist eine deutsche Bildhauerin.

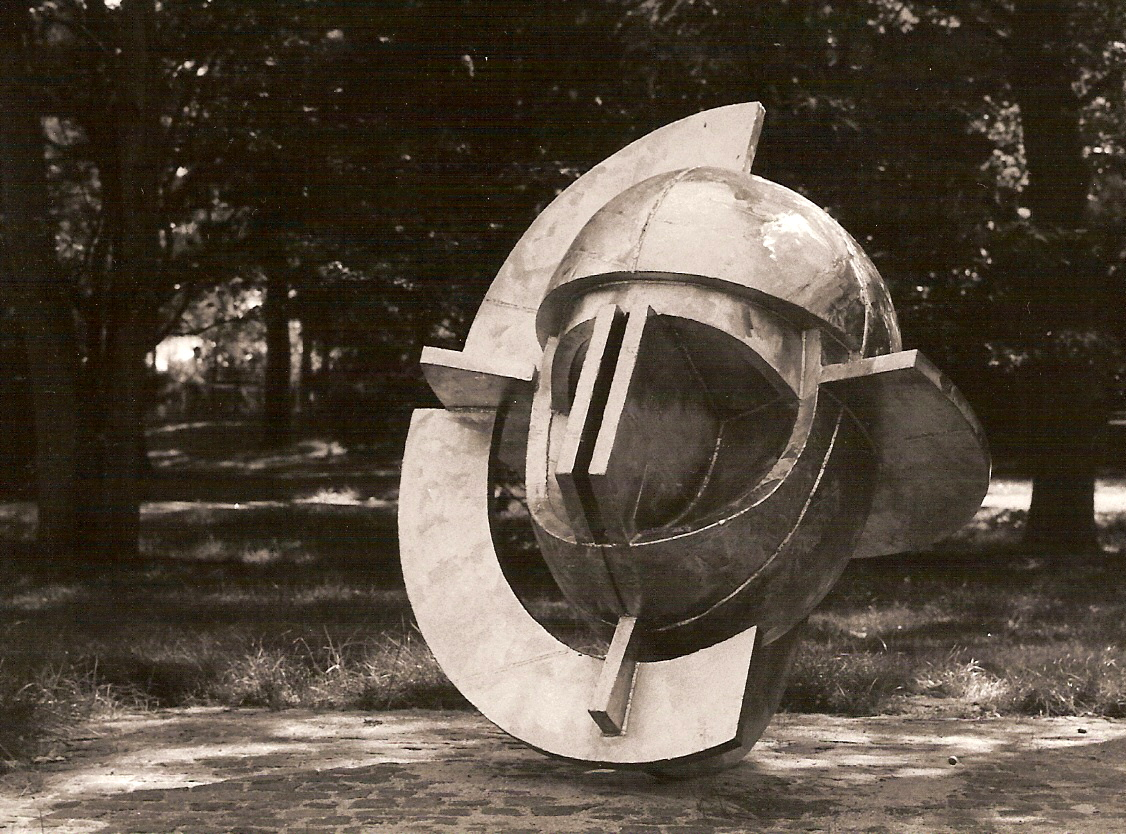
Die Skulptur Zeichen des Galilei von Gabriele Marwede in Karlsruhe

## Leben und Karriere
Gabriele Marwede studierte von 1946 bis 1950 an der Werkkunstschule Hannover, danach bis 1953 an der Technischen Hochschule Hannover. Bereits 1951 wurde sie Preisträgerin Junge Kunst in Niedersachsen. 1961 verbrachte sie als Stipendiatin in der Deutschen Akademie Villa Massimo in Rom. 1962 erhielt sie den Förderpreis des Niedersächsischen Kunstpreises.
1982 wurde sie in die Ankaufskommission des Bundes für die Jahre 1982 bis 1985 berufen, 1983 bekam sie das Niedersächsische Künstlerstipendium. Als ordentliches Mitglied des Deutschen Künstlerbundes nahm sie seit der 5. Jahresausstellung in Hannover bis 1991 an zahlreichen großen DKB-Jahresausstellungen teil – 1955 noch unter dem Namen Gabriele Wolff-Marwede und seit 1979 ist sie Mitglied der Neuen Gruppe in München.
Gabriele Marwede war mit Joachim Wolff verheiratet. Sie lebt und arbeitet in Springe.

## Werke
Werke in sakralen Räumen, aber auch Großplastiken im Freien entstanden aus ihrer Hand. Sie schuf das Kruzifix am Altar der Martin-Luther-Kirche in Ehlershausen. Das Altarkreuz in der Dietrich-Bonhoeffer-Kirche in Hamburgs Stadtteil Oldenfelde ist ihre Arbeit. 1986 entstand die Skulptur Zeichen des Galilei, die vor dem Kernforschungszentrum Karlsruhe (heute KIT) steht. Aufgrund eines Wettbewerbes erhielt sie im Jahr 1989 den Auftrag zur Gestaltung der Gedenkstätte für die Opfer der NS-Justiz. Das Mahnmal steht vor der Deutschen Richterakademie in Trier. Das ca. 1,80 m hohe Monument besteht aus einem bronzenen Kopf auf einem Muschelkalksockel.